# 황지초등학교
황지초등학교는 대한민국 강원특별자치도 태백시 황지동에 있는 공립 초등학교이다. 이 초등학교는 강원특별자치도에서 꽤 큰 규모의 초등학교이다.

## 학교 연혁
- 1935년 11월 28일 상장공립보통학교 개교
- 1938년 4월 1일 상장공립심상소학교로 교명 변경
- 1941년 4월 1일 황지공립국민학교로 교명 변경
- 1996년 3월 1일 황지초등학교로 교명 변경
- 2025년 3월 1일 안무승 교장 취임
- 2023년 1월 11일 제85회 졸업식(졸업생 159명, 총 19,283명)
- 2023년 3월 1일 2023학년도 42(1)학급 편성
- 2024년 3월 1일 2024학년도 39(1)학급 편성
- 2025년 3월 1일 2025학년도 39(1)학급 편성

## 참고 자료
- 황지초등학교 - 한국교육학술정보원 학교알리미